# Симойнш, Антониу
Антониу Жозе Симойнш да Коста (порт. António Simões da Costa; род. 14 декабря 1943, Корройюш) — португальский футболист, тренер. Он играл на позиции левого нападающего за «Бенфику» с 1961/62 по 1974/75 сезон. Его рост составлял лишь 1,58 м, его называли «гигантским гномом» португальского футбола, позже этот «титул» унаследовал Руй Барруш. Он был одним из лучших игроков в легендарном «Dream Team» «Бенфики» и сборной Португалии 1960-х. Кавалер серебряной медали ордена Инфанта дона Энрике (19 декабря 1966).

## Карьера игрока

### Клубная карьера
Он завоевал титул чемпиона Португалии с «Бенфикой» 10 раз: в 1962/63, 1963/64, 1964/65, 1966/67, 1967/68, 1968/69, 1970/71, 1971/72, 1972/73 и 1974/75 сезоне и пять кубков Португалии: в 1962, 1964, 1969, 1970 и 1972 годах. В 1962 году Симойнш выиграл Кубок европейских чемпионов УЕФА в составе «Бенфики» в возрасте всего лишь 18 лет, победив в финале со счётом 5:3 «Реал Мадрид».
Он покинул «Бенфику» в 1975 году и переехал в США, где подписал контракт с «Бостон Минитмен» из Североамериканской футбольной лиги. Он провёл два сезона в Бостоне до перехода в «Сан-Хосе Эртквейкс» в 1976 году. Он также не на долгое время вернулся в Португалию, где играл за «Эшторил-Праю» в течение 1975/76 сезона. Он закончил сезон 1977 года в «Сан-Хосе», а затем играл за «Даллас Торнадо» в 1979 году.
В 1979 году он подписал контракт с «Детройт Лайтнинг» из Major Indoor Soccer League. После одного сезона с клубом он перешёл в «Чикаго Хорайзонс», окончил свою карьеру в «Канзас-Сити Кометс».

### Карьера в сборной
Симойнш был впервые призван в национальную сборную 6 мая 1962 года, матч закончился поражением со счётом 1:2 от Бразилии, эта игра носила товарищеский статус и состоялась в Сан-Паулу. Он был игроком «Magriços», которые достигли третьего места в 1966 году на чемпионате мира в Англии. Симойнш не играл, когда Португалия достигла финала Кубка независимости Бразилии в 1972 году, из-за травмы, его последняя игра за сборную состоялась 13 октября 1973 года и закончилась ничьей 2:2 с Болгарией в квалификации к Кубку мира. Он сыграл сорок шесть матчей за сборную, забив три гола.

## Тренерская карьера
После окончания карьеры он стал тренером женской национальной сборной. В 1982 году он был нанят на пост тренера «Феникс Инферно» из MISL. «Инферно» уволил его в марте 1984 года и заменил на Теда Подлески. Затем он был нанят на должность помощника главного тренера Алана Майера в «Лас-Вегас Американс». Когда «Американс» уволили Майера в январе 1985 года, Симойнш также был уволен. В 1989 году он был тренером «Остин Сокадиллос» в лиге мини-футбола SISL. Он тренировал команду до 1991 года. Работал с клубом третьего дивизиона «Лузитания» и олимпийской сборной Португалии. Симойнш согласился работать в сборной Ирана в качестве помощника тренера Карлуша Кейруша в апреле 2011 года. 21 февраля 2014 года он объявил, что покинет сборную Ирана по причинам личного характера.